# Ниндорф (Мелдорф)
Ниндорф (њем. Nindorf) општина је у њемачкој савезној држави Шлезвиг-Холштајн. Једно је од 115 општинских средишта округа Дитмаршен. Према процјени из 2010. у општини је живјело 1.201 становника. Посједује регионалну шифру (AGS) 1051078.

## Географски и демографски подаци
Ниндорф се налази у савезној држави Шлезвиг-Холштајн у округу Дитмаршен. Општина се налази на надморској висини од 12 метара. Површина општине износи 8,7 km². У самом мјесту је, према процјени из 2010. године, живјело 1.201 становника. Просјечна густина становништва износи 138 становника/km².